# Taggart
Taggart es una serie de televisión escocesa transmitida del 6 de septiembre de 1983 hasta el 7 de noviembre del 2010 por medio de la cadena ITV. La serie fue creada por Glenn Chandler.
La serie contó la participación invitada de actores como Michael Cochrane, Jason Isaacs, Alan Cumming, Iain Glen, Ewen Bremner, Robert Carlyle, John Hannah, Celia Imrie, Michelle Fairley, Gary Lewis, Richard Rankin, Richard Madden, Graham McTavish, Ian McElhinney, David Schofield, Phyllida Law, James Cosmo, Peter Mullan, James Faulkner, Dougray Scott, Hugo Speer, Donald Sumpter, Douglas Henshall, Henry Ian Cusick, Ken Stott, Billy Boyd, Julian Glover, Annette Crosbie, Laura Fraser, Phyllis Logan, Robert Cavanah, Ronan Vibert, Andrew-Lee Potts, Iain De Caestecker, Stuart Martin, Steve John Shepherd, Michelle Gomez, entre otros...
En mayo del 2011 la cadena ITV anunció que la sería había sido cancelada después de 27 años y no sería renovada. 

## Historia
La serie gira en torno a un grupo de detectives, entre ellos: Jim Taggart, Peter Livingstone y Robert Murray, que trabajan inicialmente en el "Maryhill CID" de la Policía de Strathclyde y en la estación de policía John Street. Posteriormente al equipo se le van uniendo nuevos oficiales de policía mientras que otros se van.

## Personajes

### Personajes principales
| Actor           | Personaje                  | Ocupación            | N.º de episodios | Duración    |
| --------------- | -------------------------- | -------------------- | ---------------- | ----------- |
| Blythe Duff     | DI. Jackie Reid            | Detective Inspectora | 95               | 1989 - 2010 |
| John Michie     | DI. Robert "Robbie" Ross   | Detective Inspector  | 70               | 1998 - 2010 |
| Alex Norton     | DCI. Matt Burke            | Detective Inspector  | 59               | 2002 - 2010 |
| Davood Ghadami  | Dr. Duncan Clark           | Patólogo / Doctor    | 6                | 2010        |
| Siobhan Redmond | Chief Supt. Karen Campbell | Jefe Superintendente | 5                | 2010        |
| Anneika Rose    | DS. Mita Rahim             | Detective Sargento   | 2                | 2010        |

### Antiguos personajes principales
| Actor            | Personaje                        | Ocupación               | N.º de episodios | Duración          | Estado |
| ---------------- | -------------------------------- | ----------------------- | ---------------- | ----------------- | ------ |
| Colin McCredie   | DC. Stuart Fraser                | Detective               | 75               | 1995 - 2010       | -      |
| Robert Robertson | Dr. Stephen Andrews              | Patólogo / Doctor       | 52               | 1983 - 2001       | -      |
| James MacPherson | DCI. Michael Jardine             | Detective Inspector     | 48               | 1987 - 2002       | Muerto |
| Iain Anders      | Supt. Jack "The Biscuit" McVitie | Superintendente en Jefe | 40               | 1985 - 1998       | -      |
| Harriet Buchan   | Jean Taggart                     | -                       | 30               | 1983 - 1995       | -      |
| Mark McManus     | DCI. Jim Taggart                 | Detective Inspector     | 31               | 1983 - 1994, 1995 | Muerto |
| Neil Duncan      | DS. Peter Livingstone            | Detective Sargento      | 7                | 1983 - 1987, 1994 | -      |

### Antiguos personajes recurrentes
| Actor             | Personaje                      | Ocupación               | Nº de episodios | Duración          | Estado |
| ----------------- | ------------------------------ | ----------------------- | --------------- | ----------------- | ------ |
| Michael MacKenzie | Dr. Magnus Baird               | Patólogo / Doctor       | 14              | 2005 - 2008       | -      |
| Lesley Harcourt   | Dra. Gemma Kerr                | Patóloga / Doctora      | 12              | 2003 - 2005       | -      |
| Katrina Bryan     | Dra. Ellis Sinclair            | Patóloga / Doctora      | 9               | 2008 - 2010       | -      |
| Brian Cowan       | DCS. Brian Holmes              | Detective Sargento      | 7               | 2000 - 2002, 2005 | -      |
| Yasmin Marley     | WPC. Heather McIntyre          | Policía                 | 6               | 1999 - 2001       | -      |
| Anthony Cochrane  | Dr. Colin Crawford             | Doctor                  | 4               | 1987, 1992 - 1993 | -      |
| Gray O'Brien      | DC. Rob Gibson                 | Detective               | 4               | 1994 - 1995       | -      |
| Patricia Ross     | DS. Laura Campbell             | Detective Sargento      | 3               | 1987 - 1988       | -      |
| Gavin Brown       | Sgt. Blackman                  | Sargento                | 2               | 1983, 1985        | -      |
| Tom Watson        | Supt. Robert "The Mint" Murray | Superintendente en Jefe | 2               | 1983, 1985        | -      |
| Alan McHugh       | ACC. David Strathairn          | Asistente en Jefe       | 2               | 2008, 2009        | -      |
| Sheila Donald     | Hettie                         | -                       | 1               | 1992              | Muerta |

## Episodios
La serie estuvo conformada por 109 episodios.
El episodio número 100 de la serie fue transmitido en la víspera de Año Nuevo en el 2009. 

## Premios y nominaciones
| Año  | Categoría                                     | Premio                                | Nominado (os)                                               | Resultado |
| ---- | --------------------------------------------- | ------------------------------------- | ----------------------------------------------------------- | --------- |
| 2006 | Special Contribution to Scottish Broadcasting | BAFTA Scotland Award                  | Taggart                                                     | Ganó      |
| 2006 | Most Popular Television Programme             | Audience Award                        | Taggart                                                     | Nominado  |
| 2005 | Best Drama Programme                          | BAFTA Scotland Award                  | Taggart                                                     | Nominado  |
| 1997 | Best Drama Series or Serial                   | BAFTA Scotland Award                  | Marcus D.F. White, Robert Love y Glenn Chandler             | Nominados |
| 1994 | TV Theme Music of the Year                    | TRIC Award                            | Mike Moran                                                  | Ganó      |
| 1993 | TV - Original Drama Serial                    | Writers' Guild of Great Britain Award | Glenn Chandler, Barry Appleton, Stuart Hepburn y John Milne | Ganaron   |

## Producción
La serie fue creada por Glenn Chandler, contó con la participación de los productores Marcus Wilson (2010) y Graeme Gordon (2001–2010), y con los productores ejecutivos Margaret Enefer (2010) y Eric Coulter (2001-2010).
La música de la serie No Mean City estuvo a cargo de Maggie Bell.
El actor escocés Mark McManus quien interpretaba al personaje principal Jim Taggart, murió el 6 de junio de 1994, sin embargo a pesar de lo sucedido la serie continuó con el mismo nombre. La ausencia de su personaje fue explicado como que Taggart tenía constantes reuniones con el jefe de la policía, sin embargo el episodio "Black Orchid" transmitido en 1995 abrió con el funeral de Taggart.
El actor Iain Anders que interpretó al superintendente en jefe Jack "The Biscuit" McVitie murió el 5 de septiembre de 1997, tres episodios: "Berserker", "Out of Bounds" y "Dead Reckoning" donde aparecía, fueron transmitidos en 1998 después de su muerte.
La serie fue filmada en "Glasgow College of Food Technology - 230 Cathedral Street", "Halt Bar - 160 Woodlands Road", "James Weir Building, University of Strathclyde", "Partlick Police Station", "Scotia Bar - 112 Stockwell Street", "Tumball Street Police Station" de Glasgow, Strathclyde, Escocia, Reino Unido.
La serie fue uno de los dramas policíacos de televisión del Reino Unido con más larga duración después de la cancelación de la serie The Bill.

### Emisión en otros países
| País          | Título            | Cadenas/Línea           | Fecha de Inicio         | Fecha de Finalización |
| ------------- | ----------------- | ----------------------- | ----------------------- | --------------------- |
| Australia     | -                 | ABC1, 7TWO, 13th Street | -                       | -                     |
| Dinamarca     | Taggart           | -                       | -                       | -                     |
| Francia       | -                 | -                       | 1 de octubre de 1988    | -                     |
| Hungría       | Taggart felügyelő | -                       | -                       | -                     |
| Irlanda       | -                 | RTÉ 1                   | -                       | -                     |
| Nueva Zelanda | -                 | Vibe                    | -                       | -                     |
| Reino Unido   | -                 | -                       | 6 de septiembre de 1983 | -                     |
| Perú          | -                 | Frecuencia Latina       | -                       | -                     |